# Bežanijski blokovi
Osiedle w Belgradzie, położone w dzielnicy Nowy Belgrad. Do 2017 roku nosiło nazwę Kozara.

## Lokalizacja i geografia
Osiedle Bežanijski blokovi składa się z kwartałów Blok 61, 62, 63 i 64 i znajduje się w zachodniej części dzielnicy Nowy Belgrad. Kwartały dzielą się w obrębie osiedla na północne i południowe i są przedzielone ulicami i parkami. Od strony wschodniej osiedle graniczy przez ulicę Omladinskih brigada z nowym kwartałem mieszkalnym Blok 67a, od strony zachodniej z osiedlem Dr Ivana Ribara, od południa, przez ulicę Jurija Gagarina z kwartałami Blok 45, 44 i 70, a od północy, osiedle graniczy na całej długości z dzielnicą Bežanija. Granice osiedla wyznaczają ulice Jurija Gagarina, Dr Ivana Ribara, Vojvodjanska, Zemunska, Omladinskih brigada i Tošin bunar. Przez osiedle przebiegają również ulice Japanska, Evropska, Nehruova, Dušana Vukasovića, Prvomajska i Gandijeva. Osiedle znajduje się w odległości około 9 kilometrów od lotniska im. Nikoli Tesli i około 8 kilometrów od centrum Belgradu W bezpośrednim sąsiedztwie osady znajduje się rzeka Sawa.

## Historia
Osiedle Bežanijski blokovi powstało w latach 70. XX wieku. Przed budową, na terenie, który obecnie zajmuje znajdowały się zabudowania wsi Bežanija, a otaczały go bagna i grunty orne. W roku 1970 została wydana decyzja o budowie kwartałów. Osiedle otrzymało nazwę Bežanijski blokovi, ze względu na jego położenie w ówczesnej gminie Belgrad Bežanija. Obszar ten, podobnie jak cały Nowy Belgrad, należał do 1918 roku do Austro-Węgier, a po I wojnie światowej wszedł w terytorium Królestwa Serbów, Chorwatów i Słoweńców. Kwartały osiedla nazywane są również Osadą oficerską, ponieważ mieszka w nich duża liczba personelu wojskowego. Druga funkcjonująca nazwa to Panoński Żaglowiec. Całe osiedle zostało zbudowane przez firmę budowlaną „Rad”, a budynki zaprojektowało małżeństwo architektów Milenija i Darko Marušić oraz architekt Milan Miodragović.
Blok 61 został zbudowany w latach 1975–1976. Do połowy lat 80. XX wieku w kwartale powstało 14 wieżowców, a w 2008 roku, na jego obrzeżach dobudowano jeszcze jeden budynek mieszkalny.
Przebieg budowy
- 1969 oczyszczanie terenu pod budowę – etap 1,
- 1970 powstanie planu urbanistycznego bloku 61,
- 1974 oczyszczanie terenu pod budowę – etap 2,
- 1975 rozpoczęcie budowy Bloku 61,
- 1976 zakończenie budowy Bloku 61.

Blok 62 to drugi kwartał mieszkalny powstały na osiedlu. Jego budowa trwała od 1976 do 1977 roku. Podobnie jak w Blok 61, kwartał zawiera 14 wieżowców – 7 w części południowej i 7 w części północnej. W ostatnich latach tereny zielone między północną a południową częścią kwartału wykorzystywane były głównie pod budowę centrów handlowych i sieci handlowych. W celu ochrony środowiska i ze względu na niewielką liczbę parków znajdujących się na terenie kwartału gmina Nowy Belgrad i Miasto Belgrad utworzyły w 2009 roku park w Bloku 62.
Blok 63 został zbudowany w latach 1977–1979. Oczyszczanie terenu pod jego budowę rozpoczęto w latach 70. XX wieku, dzięki czemu na obszarze tym powstały kanały nadające się do wędkowania.
Blok 64 to ostatni kwartał wybudowany na terenie osiedla. Najwięcej budynków powstało w latach 80. XX wieku. Kwartał zawiera 16 bloków mieszkalnych i kilkadziesiąt domów, natomiast w północnej jego części znajduje się pozostałych 10 budynków mieszkalnych. Budynek na rogu ulic Gandijevej i Zemunskiej powstał w 2005 roku. Dwa budynki obok fabryki IMT powstały w 1982 roku. W połowie lat 90. XX wieku i na początku XXI wieku w bloku 64 powstało wiele nowych budynków mieszkalnych i handlowych.

## Edukacja
Placówki oświatowe, które znajdują się na obszarze osiedla Bežanijski blokovi :
- Szkoła Podstawowa im. Knjeginje Milice w Bloku 62[5]
- Szkoła podstawowa Mladost w bloku 64[6]
- Szkoła podstawowa im. Jovana Sterije Popovicia w bloku 63[7]
- Przedszkole Wschód w bloku 61
- Przedszkole Kamiczak i drugari w bloku 62
- Przedszkole Biser w bloku 64
- Przedszkole Beybilend w bloku 62
- Szkoła języków obcych Galidno w bloku 62

W bezpośrednim sąsiedztwie osiedla znajduje się szkoła podstawowa im. Milana Rakicia w dzielnicy Bežanija, a także Technikum Nowy Belgrad.

## Pozostałe obiekty
- Poczta Serbii
- Kino „Kozara”
- Instytut Ochrony Przyrody Serbii
- Lodowisko Pingvin
- Korty tenisowe
- Prywatny szpital i klinika Euromedik
- Sklep meblowy Jugodrvo
- Oddział przychodni medycyny pracy
- Centra i sieci handlowe Imo-centar, Roda i Idea Extra, Univerexport i inne
- Hotel „B”
- Przemysł maszynowy i ciągnikowy
- Fabryka odlewów i modeli
- Firmy rzemieślnicze i usługowe
- Duża liczba obiektów gastronomicznych
- Towarzystwo Zachowania, Pielęgnowania i Ochrony Tradycji Kulturowej Ludu „Rad”

W bezpośrednim sąsiedztwie osady znajduje się cerkiew św. Jerzego w Bežaniji.

## Galeria

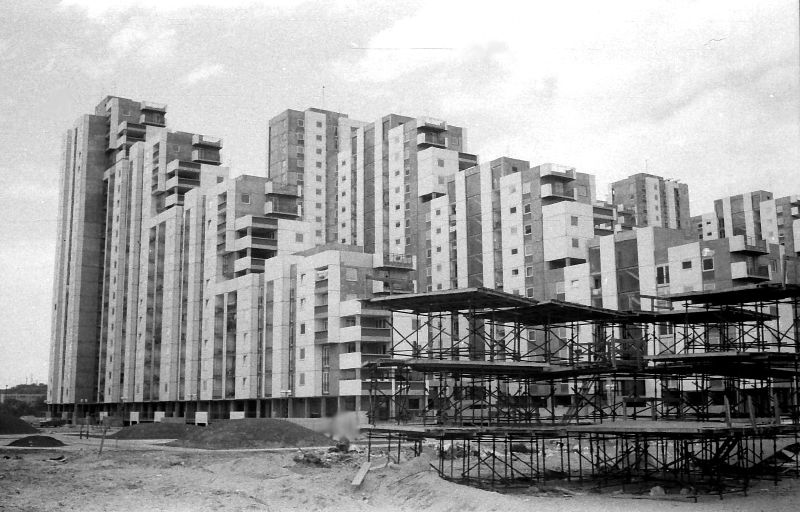
Nowy Belgrad 1978
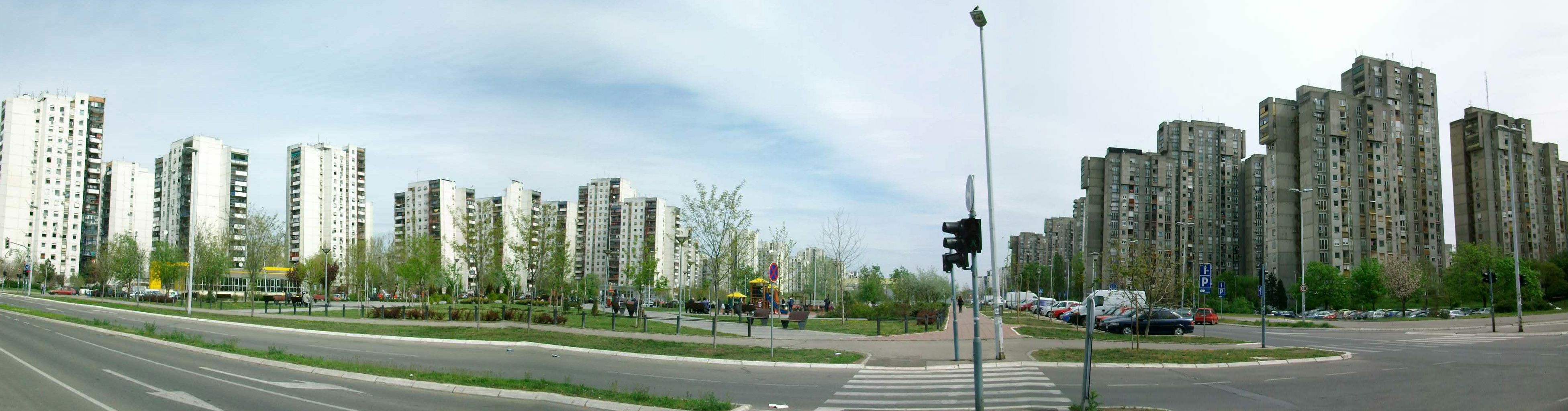
Blok 62
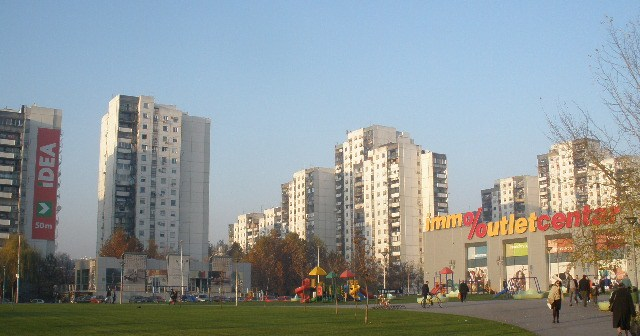
Północna część Bloku 64
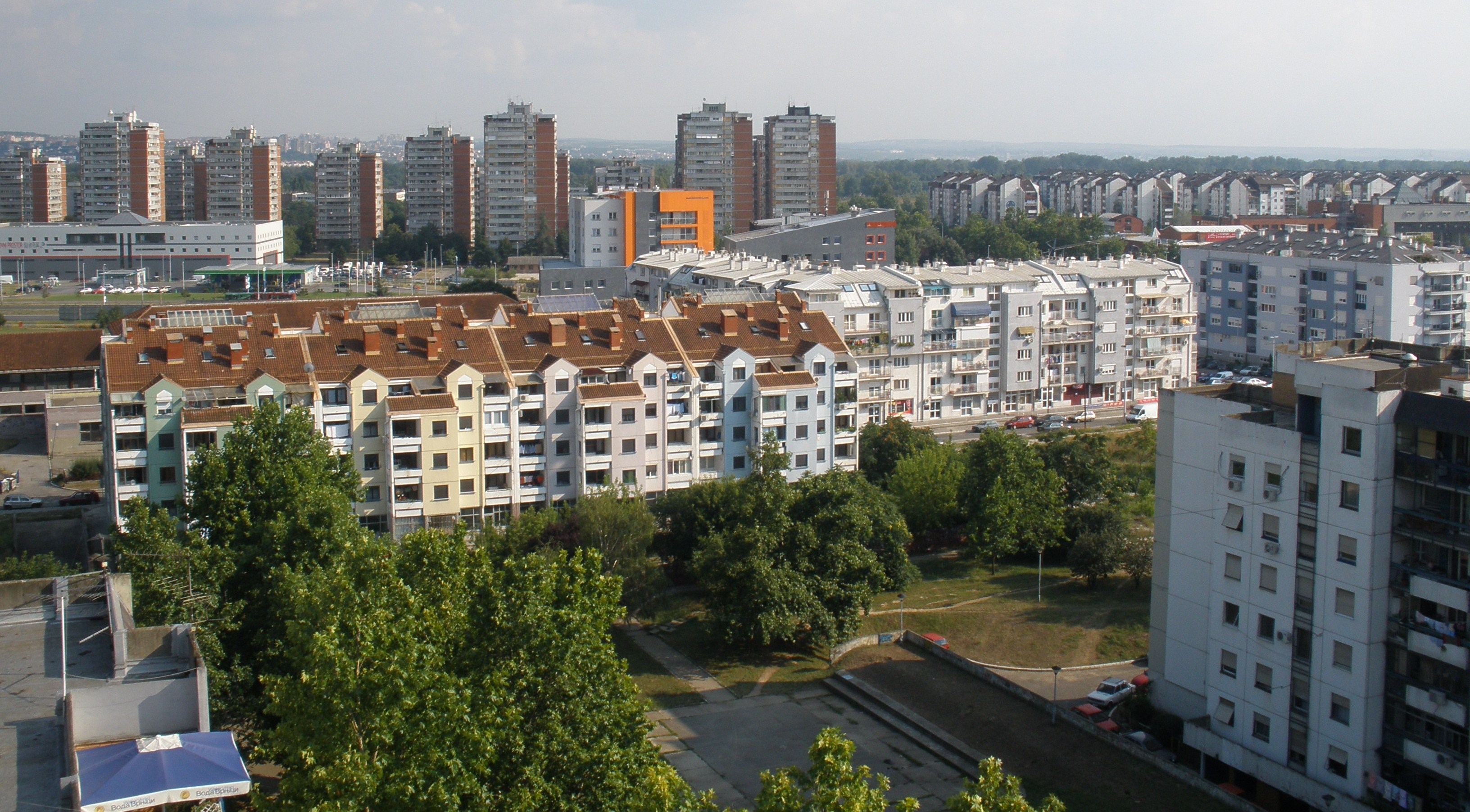
Południowa część Bloku 64

## Zobacz więcej
- Nowe bloki Belgradu
- Urząd Miasta Nowego Belgradu
- Bežanija

## Literatura
- New Belgrad – Past, Revolution and Construction (1981) autorzy Milorad L. Čukić i Slobodan P. Kokotovic
- Monografia 20 lat Nowego Belgradu, opublikowana (1968). BIGZ, Belgrad
- Nowy Belgrad bez tajemnic, opublikowany (2007) autor Zoran Rapajić